# Poecilarctia rubricosta
Poecilarctia rubricosta är en fjärilsart som beskrevs av Talbot 1929. Poecilarctia rubricosta ingår i släktet Poecilarctia och familjen björnspinnare. Inga underarter finns listade i Catalogue of Life.